# Boeckosimus derjugini
Boeckosimus derjugini är en kräftdjursart som beskrevs av Gurjanova 1929. Boeckosimus derjugini ingår i släktet Boeckosimus och familjen Lysianassidae. Inga underarter finns listade i Catalogue of Life.